# 2,4-dinitrofenil-hidrazina

2,4-dinitrofenilidrazina

A 2,4-dinitrofenilhidrazina (DNPH, reagente de Brady ou ainda, reagente de Borche) é o composto químico de fórmula C6H3 (NO2)2NHNH2. É um composto orgânico sólido de cor vermelha a laranja, usada para testar qualitativamente grupos carbonila associados a aldeídos e cetonas. 
Os derivados de hidrazona também podem ser usados como evidência da identidade do composto original. O ponto de fusão do derivado é frequentemente usado, com referência a um banco de dados de valores, para determinar a identidade de um composto carbonil específico. É relativamente sensível a choques e atritos, com risco de explosão.  Para reduzir seu risco de explosão, geralmente é estocado úmido.

## Síntese
A 2,4-dinitrofenil-hidrazina está disponível comercialmente geralmente como um pó úmido. Pode ser preparado pela reação de sulfato de hidrazina com 2,4-dinitroclorobenzeno:

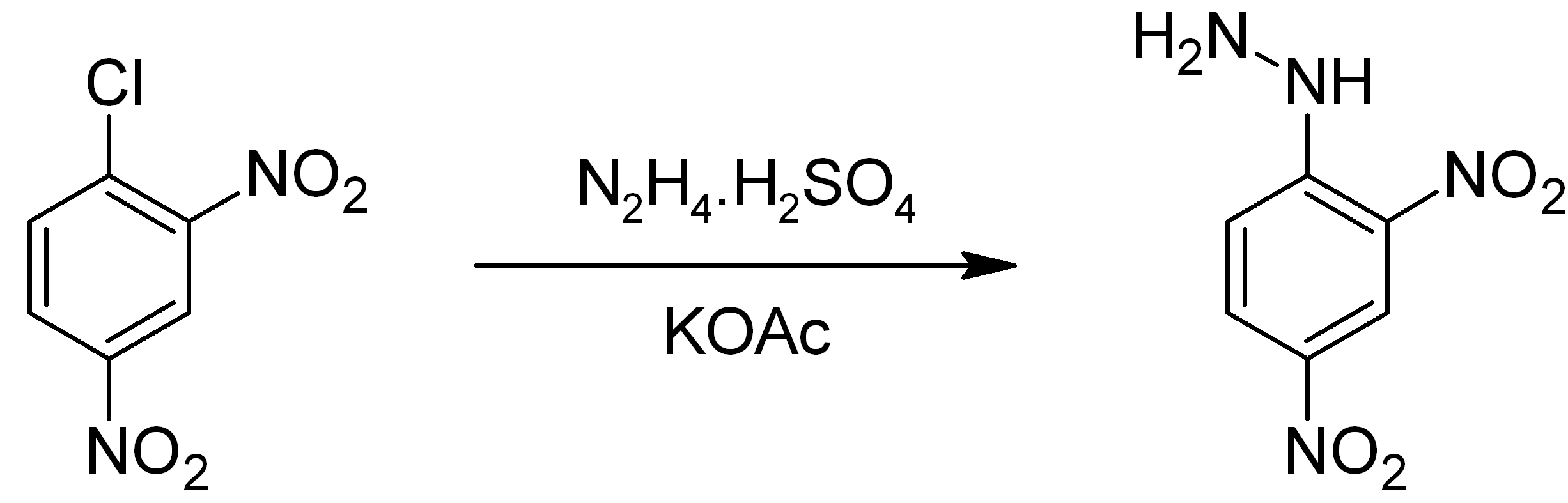
síntese da 2,4-dinitrofenilhidrazina

## Teste de Brady
O reagente de Brady é preparado dissolvendo 2,4-dinitrofenil-hidrazina em uma solução contendo metanol e um pouco de ácido sulfúrico concentrado. O meio deve ser levemente ácido. A 2,4-dinitrofenil-hidrazina pode ser utilizada para detectar qualitativamente a função carbonila de um grupo funcional cetona ou aldeído. Um teste positivo é sinalizado pela formação de um precipitado amarelo, laranja ou vermelho (conhecido como dinitrofenil-hidrazona). Se o composto carbonílico for aromático, o precipitado será vermelho; se alifático, o precipitado terá uma cor mais amarela.  A reação entre 2,4-dinitrofenil-hidrazina e uma cetona genérica para formar uma hidrazona é mostrada abaixo:
RR'C = O + C6H3(NO2) NHNH2 → C6H3(NO2)2NHN=CRR '+ H2O

mecanismo da reação

Os cristais de diferentes hidrazonas têm pontos característicos de fusão e ebulição, permitindo que a identidade de uma substância seja determinada pelo seu derivado. Em particular, o uso de 2,4-dinitrofenil-hidrazina foi desenvolvido por Brady e Elsmie. As técnicas espectroscópicas e espectrométricas modernas substituíram essas técnicas.
A dinitrofenil-hidrazina não reage com outros grupos funcionais contendo carbonil, como ácidos carboxílicos, amidas e ésteres.